# Brigitte Gabriel
Brigitte Gabriel (Marjayoun, 21 de octubre de 1964) es una periodista, escritora y activista estadounidense de origen libanés.

## Biografía
Nacida en el Líbano, en el distrito de Marjayoun, en el seno de una familia de cristianos maronitas, pasó una infancia marcada por la guerra civil libanesa, bajo el Alias Nour Semaan, fue una de las presentadoras de televisión del programa de noticias en lengua árabe World News, transmitido por el canal de televisión Middle East Television.
Después de graduarse en el instituto de educación secundaria, Gabriel completó un curso de gestión empresarial de un año de duración, en la Asociación Cristiana de Mujeres Jóvenes, en 1984. 
Gabriel residió un tiempo en Israel antes de emigrar en 1989 a los Estados Unidos, allí fundó una agencia que se ocupaba de la producción televisiva, la mercadotecnia y la publicidad, posteriormente alcanzó popularidad escribiendo varios libros.
Gabriel fundó la organización Act for America, para hablar en defensa de Estados Unidos, Israel y la civilización occidental. Gabriel ha hablado en el canal de noticias Fox News y en la Fundación Heritage. 
El Centro Legal para la Pobreza Sureña ha acusado a la organización Act for America por promover la islamofobia.